# 스콧 펙
모건 스콧 펙(Morgan Scott Peck , 1936년 5월 22일~2005년 9월 25일)은 미국의 정신과 의사이었고 베스트셀러 작가였다. 그는 매사추세츠 주, 케임브리지에 있는 하버드 대학교에서 학사 학위를 취득했으며 뉴욕시에 있는 컬럼비아 대학에서 의학을 전공하였다. 그리고 오하이오 주, 클리브랜드에 있는 케이스 웨스턴 리저브 대학교에서 의학 학위를 받았다. 그는 미 육군에서 일했었으며 중령까지 올랐었다. 군 시절, 그는 일본 오키나와에 있는 군 메디컬 센터에서 심리학과장과 워싱턴에 있는 공중 위생국 내에서 정신의학과 신경학 차장을 맡았었다.

## 삶의 고통
```
미국의 정신과 의사이자 신학자인 스콧 펙(Margan Scott Peck)은 베스트셀러인 그의 책 <아직도 가야 할 길>에서 이렇게 말한다.
[
1
]

삶은 고통의 바다, 즉 고해苦海다. 이것은 삶의 진리 가운데 가장 위대한 진리다. 그러나 이러한 평범한 진리를 이해하고 받아들일 때 삶은 더 이상 고해가 아니다. 다시 말해, 삶이 고통스럽다는 것을 알게 되고 그래서 이를 이해하고 수용하게 될 때, 삶은 더 이상 고통스럽지 않다. 왜냐하면 비로소 삶의 문제에 대해 그 해답을 스스로 내릴 수 있게 되기 때문이다. 대부분의 사람들은 삶이 어렵다는 이 쉬운 진리를 깨닫지 못하고 살아간다. 삶이란 대수롭지 않으며 쉬운 것이라고 생각한 나머지 살아가면서 부딪치게 되는 문제와 어려움이 가혹하다고 불평을 하게 된다.
```

그는 정당한 고통을 감수하라고 한다. 사람들이 정당한 고통을 피하려고 하면 실제로는 더 많은 고통을 겪게 된다고 주장한다.
```
삶이 고통스럽다는 사실을 진정으로 이해하고 받아들이면, 삶은 더 이상 힘들지 않다. 또한 삶은 문제의 연속이다. 삶이 힘든 것은 문제를 직면하고 해결하는 과정이 고통스러워서다. 하지만 당면한 문제를 해결하는 이 모든 과정 속에 삶의 의미가 있다. 정신적/영적으로 성장하는 길은 오로지 문제를 통해서만 가능하다. 문제란 사라지지 않는다. 문제는 부딪쳐서 해결하지 않으면 그대로 남아 영혼의 성장과 발전에 영원히 장애가 된다.“그것은 내 문제가 아니야”라고 말하면서 문제를 해결할 수는 없다. 다른 사람이 대신해 문제를 해결해주기를 바라면서 문제를 해결할 수는 없다. 우리가 우리 행동에 책임지는 것이 어려운 이유는 그 행동의 결과로 따라오는 고통을 피하고 싶어서다. 삶이란 온통 개인적 선택과 결정의 연속임을 알아야 한다. 완전히 이것을 받아들일 수 있으면 자유로워진다. 이를 받아들이지 않는 한, 각자는 영원히 희생자로 남을 뿐이다.
[
2
]
```

## 그가 보는 남에게 고통을 주는 악한 사람들의 특징들
자신이 악하다는 것을 스스로 인정하지 못하는 사람들이라고 한다.
- 죄책감을 피하고 완벽한 자아상을 유지하려는 의도로 지속적으로 자기기만적이다.
- 자기기만의 결과로 남을 속인다.
- 자신의 악과 죄를 매우 특정한 표적( 희생양 )에 투사한다.(Peck, 1983/1988, p 105  )).
- 다른 사람을 속이는 것만큼 자기기만을 목적으로 흔히 사랑을 가장하여 미워한다.
- 남용 정치 (감정) 전원 ( "명백한 또는 은밀한 강제로 다른 사람에 따라 자신의 의지의 부과를"(펙, 1,992분의 1,978, P298  ))
- 높은 수준의 존경을 유지하고 끊임없이 거짓말을 한다.
- 자신의 죄에 일관성이 있다. 악한 사람들은 그들의 죄의 크기가 아니라 그들의 일관성(파괴의 정도)에 의해 특징지어진다.
- 피해자의 입장에서 생각하지 못함 (희생양 )
- 비판과 다른 형태의 자기애적 상처에 대해 은밀한 편협함을 가지고 있다.

## 같이 보기
- 고통 (철학)

## 참고 문헌
- The Road Less Traveled: A New Psychology of Love, Traditional Values and Spiritual Growth (Simon & Schuster, 1978) ISBN 978-0-7432-4315-5
- People of the Lie: The Hope For Healing Human Evil (Simon & Schuster, 1983) ISBN 978-0-684-84859-4
- What Return Can I Make? Dimensions of the Christian Experience(Simon & Schuster, 1985) (republished by Harpers in 1995 under the new title, Gifts For the Journey: Treasures of the Christian Life) ISBN 978-0-671-52502-6
- The Different Drum: Community Making and Peace (Simon & Schuster, 1987) ISBN 978-0-684-84858-7
- A Bed By the Window: A Novel of Mystery and Redemption (Bantam Books, 1990) ISBN 978-1-86359-035-8
- The Friendly Snowflake: A Fable of Faith, Love and Family (Turner Publishing, 1992)ISBN 978-0740718823
- A World Waiting To Be Born: Civility Rediscovered (Bantam, 1993) ISBN 978-0-553-37317-2
- Meditations From the Road (Simon & Schuster, 1993) ISBN 978-0-671-79799-7
- Further Along the Road Less Traveled (Simon & Schuster, 1993) ISBN 978-0-684-84723-8
- In Search of Stones: A Pilgrimage of Faith, Reason and Discovery (Hyperion Books 1995) ISBN 978-0-7868-6021-0
- In Heaven As on Earth: A Vision of the Afterlife (Hyperion, 1996) ISBN 978-0-7868-8921-1
- The Road Less Traveled and Beyond: Spiritual Growth in an Age of Anxiety (Simon & Schuster, 1997) ISBN 978-0-684-83561-7
- Denial of the Soul: Spiritual and Medical Perspectives in Euthanasia and Mortality (Harmony Books (Crown), 1997) ISBN 978-0-609-80134-5
- Golf and the Spirit: Lessons for the Journey (Harmony Books, 1999) ISBN 978-0-609-80566-4
- Glimpses of the Devil: A Psychiatrist's Personal Accounts of Possession, Exorcism, and Redemption (Free Press, January 19, 2005) ISBN 978-0-7432-5467-0